# Republica Sovietică Socialistă Lituaniano-Belarusă

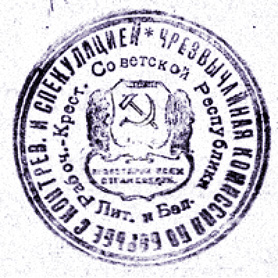
Sigiliul Ceka LitBel

Republica Sovietică Socialistă Lituaniano-Belarusă (RSSLB; în lituaniană Lietuvos–Baltarusijos Tarybinė Socialistinė Respublika; în belarusă Літоўска–Беларуская Савецкая Сацыялістычная Рэспубліка; rusă Литовско–Белорусская ССР; în poloneză Litewsko–Białoruska Republika Radziecka), pe scurt Litbel (Lit-Bel) a fost o republică socialistă care a existat pe teritoriile Belarusului contemporan și a Lituaniei răsăritene pentru aproximativ cinci luni în anul 1919. Statul a fost creat după unirea RSS Lituaniene cu RSS Belarusă. Republica a fost dizolvată după ce armata poloneză a preluat controlul asupra teritoriului disputat în timpul războiului din 1919-1921.

## Cadrul istoric
După încheierea luptelor primei conflagrații mondiale în noiembrie 1918, Rusia Sovietică a început ofensva spre vest, armata germană aflată în retragere. Sovieticii urmăreau să disemineze revoluția proletară mondială și au încercat să înființeze republici sovietice în Europa Răsăriteană. La sfârșitul lunii decembrie 1918, forțele bolșevice au ajuns la granițele Lituaniei. Bolșevicii considerau statele baltice ca o barieră dar și ca un pod spre Europa Occidentală. După traversarea Lituaniei, bolșevicii ruși putea să își unească forțele cu cele ale revoluționarilor germani și maghiari.
 Republica Sovietică Socialistă Lituaniană a fost proclamată pe 16 decembrie 1918 și Republica Sovietică Socialistă a Bielorusiei a fost înființată pe 1 ianuarie 1919. Cele două republici erau slabe, fiind conduse de partide comuniste proaspăt create, care nu se bucurau de un sprijin popular larg. Sovieticii se confruntau cu înfrângerile din războaiele cu polonezii și lituanienii. Ei au decis să își unifice eforturile și au unit cele două republice pe la 17 februarie 1919 fiind astfel formată Litbel pe 17 februarie 1919. De asemenea, partidele comuniste ale celor două republici au fuzionat în Partidul Comunist (boșevic) al Lituaniei și Beralusiei.

## Litbel, stat efemer
Fuziunarea Republicilor Sovietice Lituaniene și Bieloruse nu a fost primită cu entuziasm nici în Lituania, nici în Belarus. Unirea celor două state a fost privită de mulți belaruși ca o anexare la statul lituanian și a dus la agravarea sentimentelor naționaliste belaruse. Unii dintre naționaliștii belaruși, precum Zmițer (Dmitri) Jilunovici, au demisionat din posturile de conducere în semn de protest. Cu toate acestea, Moscova a insistat și fuziunea a fost supravegheată de Adolf Joffe, care i-a selectat pe membrii guvernului Litbel. Noul cabinet era condus de Vincas Mickevičius-Kapsukas, președintele Sovietului Comisarilor Poporului (echivalentul funcției de prim-ministru) și nu includea niciun ministru de etnice belarusă. Guvernul a fost finanțat prin împrumuturi din parte Rusiei sovietice. Istoricii caracterizează acest stat ca fiind  o „creație artificială” sau o „ficțiune”.
Capitala Litbel a fost la început orașul Vilnius. În aprilie, capitala a fost mutată la Minsk după ce  Vilniusul a fost ocupat de armata poloneză în timpul Ofensivei „Vilna”. Premierul sovietic Vladimir Ilici Lenin a sperat să poată începe negocieri de pace cu Polonia cu mijlocirea comunistului polonez Julian Marchlewski și a decis să desființeze în mod oficial Litbel pe 17 iulie 1919. Până la sfârșitul lunii iulie 1919, aproape întreg teritoriul Litbel fusese ocupat de armatele străine. Minskul a fost ocupat de armata poloneză pe 8 august 1919 în timpul Operațiunii „Minsk”, iar guvernul Litbel, stat care nu mai exista de facto, a fost evacuat la Smolensk în august 1919.

## Urmări
În septembrie 1919, sovieticii recunoscuseră deja Lituania independentă și s-au oferit să negocieze un tratat de pace. Tratatul de pace a fost încheiat pe 12 iulie 1920. 
După ce soarta războiului polono-lituanian s-a schimbat în favoare sovieticilor, Armata Roșie a cucerit Minskul și au reînființat RSS Belarusă pe 31 iulie 1920. În ciuda recunoașterii diplomatice și a tratatului de pace, sovieticii au planificat o lovitură de stat pentru răsturnarea guvernului lituanian și reînființarea republicii sovietice. Până la urmă, sovieticii au pierdut  Bătălia de la Varșovia și au fost respinși de către polonezi. Unii istorici cred că această victorie a salvat independența Lituaniei de lovitura de stat sovietică. Granița poloneză-rusă a fost stabilită în timpul negocierilor de pace de la Riga (1921), prin care teritoriul RSS Bieloruse era redus cu aproximativ jumătate, restul intrând sub controlul Poloniei.

## Comitetul Executiv Central
- Kazimierz Cichowski – președinte (27 februarie 1919 – 31 iulie 1920)
- Roman Pillar – secretar

## Membrii Sovietului Comisarilor Poporului
Membrii Sovietului Comisarilor Poporului (echivalentul guvernului) erau pe 27 februarie 1919:
- Președinte și comisar al afacerilor externe: Vincas Mickevičius-Kapsukas
- Comisar of Internal Affairs: Zigmas Angarietis
- Comisar al alimentelor: Moses Kalmanovici
- Comisar al muncii  Semion (Șimen) Dimanstein
- Comisar al finanțelor: Itzhak Weinstein
- Comisar al drumurilor: Aleksandras Jakševičius
- Comisar al agriculturii: Vaclovas Bielskis (mai târziu Kazimierz Cichowski[16])
- Comisar al educației: Julian Leszczyński
- Comisar al comunicațiilor: Carl Rozental (К. Ф. Розенталь)
- Comisar al justiției: Mieczysław Kozłowski
- Comisar al războiului: Józef Unszlicht
- Comisar al sănătății: Petras Avižonis
- Comisar al economiei poporului: Vladimir Ginzburg
- Comisar al afacerilor sociale: Josif Oldak

## Sovietul apărării
- Vincas Mickevičius-Kapsukas
- Moses Kalmanovici
- Józef Unszlicht
- Evgenia Bosch
- Kazimierz Cichowski

## Vedeți și:
- Istoria Lituaniei
- Republica Sovietică Socialistă Lituaniană (1918-1919)
- Republica Sovietică Socialistă Lituaniană (1940–1991)
- Republica Sovietică Socialistă Belarusă
- Republicile Uniunii Sovietice